# Alamdanga
Alamdanga (en bengali : আলমডাঙ্গা) est une upazila du Bangladesh dans le district de Chuadanga. En 2001, on y dénombrait 308 917 habitants.